# Stal Mielec (handball)
Maillots
Le Stal Mielec est la section de handball du Stal Mielec, club omnisports situé à Mielec en Pologne. Le club a évolué plusieurs saisons dans le Championnat de Pologne masculin de handball, notamment la plupart du temps entre 1969 et 1992 puis entre 2010 et 2022. 

## Historique
- 1952 : Fondation du club

## Palmarès
Compétitions nationales
- Championnat de Pologne masculin de handball
  - Deuxième en 1975
  - Troisième en 2012
- Coupe de Pologne (1) :
  - Vainqueur en 1971

Compétitions internationales
- Coupe de l'EHF (C3) : 2e tour en 2013
- Coupe Challenge (C4) : 3e tour en 2012